# Jiří Malenovský
Jiří Malenovský (* 15. července 1950 Kroměříž) je český právník, univerzitní profesor a soudce.

## Život
Střední školy studoval v Brně a v Dijonu. Od roku 1974, kdy zde promoval, působí na Právnické fakultě Masarykovy univerzity v Brně, od roku 2001 jako profesor v oboru mezinárodního práva veřejného. V letech 1995–1998 byl člen Redakčního kruhu Politologického časopisu. Do roku 2000 pracoval na Ministerstvu zahraničních věcí, byl velvyslancem a stálým představitelem České republiky u Rady Evropy.
Roku 1992 zastával funkci soudce československého Ústavního soudu, od roku 2000 je členem Stálého rozhodčího soudu v Haagu a 4. dubna téhož roku se stal soudcem Ústavního soudu České republiky. Na tuto funkci rezignoval 8. května 2004 a stal se soudcem Soudního dvora Evropské unie. Tento úřad zastával do roku 2021. Mimoto zastával i jiné veřejné funkce v České republice a v Radě Evropy.

## Dílo
K jeho nejvýznamnějším monografiím patří učebnice Mezinárodní právo veřejné, jeho obecná část a poměr k vnitrostátnímu právu, zvláště k právu českému.